# スズキ・Kei
Kei（ケイ）は、スズキが製造・販売していたクロスオーバーSUV型の軽自動車である。

## 概要
セダンとSUVの間の新しいタイプ（いわゆるクロスオーバーSUV）となる新感覚の軽自動車として開発され、1998年（平成10年）の軽自動車規格改定と同時に発売された。
1998年（平成10年）10月の軽自動車規格改定時に、いわゆる「新規格モデル」として登場して以来、スズキが発売する軽乗用車の中でフルモデルチェンジされることなく 、改良を重ねながら約11年にわたって生産されていた長寿モデルである。一方で、2000年（平成12年）10月に行われた一部改良ではフロントのデザインが大きく変更され、2006年（平成18年）4月の一部改良においてもフロントグリルを変更している（「S」マークがフロント上部から、フロントグリルの中に組み込まれた。）。
2007年（平成19年）6月の都合9回目の一部改良によりいわゆる10型となったが、機種記号の世代を表す数字が2桁に対応していないためか、実質、一部改良でありながら機種記号を一新している。
乗り降りしやすく視界も良いヒップポイント（座面高）を採用したパッケージを持ち、一般的な機械式立体駐車場の制限車高である1,550 mmを基準としたセミトールスタイルと大径タイヤが特徴で、最低地上高を高くとり、悪路走破性を高めている。
当初は3ドア仕様のみであったが、翌1999年（平成11年）3月に5ドア仕様を追加。ジムニーとの競合を極力避け、2000年（平成12年）5月からは5ドアのみの構成となった。居住空間やラゲージスペースはセダンタイプよりやや広いものの、特に高さでトールワゴンタイプには敵わない内容となっており、室内容積最優先のユーザよりもスタイリング・走破性重視のユーザーに求められている。そのこともあり、使い勝手向上のためスペアタイヤの上部に34 Lの大容量「ラゲッジボックス」が標準装備されていた。
初代シボレー・クルーズやスイフト/イグニスといったスズキ製の普通自動車はKeiの派生車とも言えるモデルで、部品の多くが共通化されている。また、マツダにはラピュタという車名で2006年（平成18年）までOEM供給していた。なお、3ドア車のドア、サイドステップは専用品で、5ドア車との互換性はない。
マイナーチェンジを繰り返しながら11年に渡って販売が続けられていたが、2009年をもって生産終了となった。しかし、Keiの生産終了を惜しむ声が聞かれ、これが2014年発売開始の軽クロスオーバー「ハスラー」の誕生につながっている。

## 型式 HN11S/HN12S/HN21S/HN22S型 （1998年-2009年）

### 年表
- 1998年（平成10年）10月7日 - 新規発売（1型）。

3ドアのみで、低公害仕様（LEV）のK6A型エンジン車の「C」、F6A型ターボ（Siターボ）エンジン車の「G」・「X」、K6A型ターボエンジン車の「S」の4グレード展開で、廉価版の「C」を除き、スタンバイ式4WD車が設定される。また、「X」・「S」にはブレーキアシスト付4輪ABSが標準装備される。
- 1999年（平成11年）
  - 2月4日 - 特別仕様車「Kei リミテッド」を発売。「X」をベースに、オーディオや運転席・助手席SRSエアバッグなどを装備した。
  - 3月10日 - 5ドア車を追加[6]。3ドア車同様に、Siターボエンジン車の「G」・「X」、K6A型ターボエンジン搭載の「S」の3グレードを設定する。3ドア車との相違点は「G」・「X」を含め、全てのAT車が4速となる点である。また、全グレードに4WD車を設定する。
  - 3月24日 - マツダへのOEM供給を開始。マツダは「ラピュタ」という車名で発売する。
  - 5月24日 - 3ドア「S」をベースに、外内装に専用部品を装着したスポーツ特装車「Kei スペシャル」を発売[8]。架装はベルアート（現・スズキエンジニアリング）が担当。
  - 10月7日 - 一部改良（2型）。

各種装備を充実化した。MT車にはクラッチスタートシステムが追加された。また、オプションとなっていた運転席・助手席エアバッグが標準装備される[注釈 7]。
3ドア車は「X」のみとなり、AT車が4速化される。これにより、自然吸気車が一旦消滅。また、5ドア車には低価格グレードの「E」が追加された。
  - 12月8日 - 特別仕様車「X リミテッド」を発売。5ドア「X」をベースに、CDプレーヤー、アルミホイールなどを装備した。
- 2000年（平成12年）
  - 5月18日 - 特別仕様車「80周年記念車 EX」を発売。スズキ創立80周年を記念し、5ドア「E」をベースにオーディオやキーレスエントリーなどを装備した。
  - 10月12日 - 一部改良（3型）。

フロントマスクを一新。グレードの整理によって3ドアが廃止され、標準タイプは「E」と「G」に集約された。「E」のFF車にK6A型VVTエンジンを装備し、自然吸気車が復活。「E」にも4WD車が設定され、Siターボエンジンを採用した。また、エアロパーツやローダウンボディでスポーティな外見を持つ「Kei スポーツ」を新たに設定。Siターボエンジンを搭載する「スポーツF」とK6A型ターボエンジンを搭載する「スポーツ」の2グレードが用意される。
  - 11月15日 - 国際スキー連盟 (FIS) とタイアップした特別仕様車「FISフリースタイルワールドカップリミテッド」を発売。

スズキが「フリースタイルスキー・ワールドカップ」の冠スポンサーとなって2000 - 2001シーズンの同大会をサポートすることとなったことを受けたものである。
4WD車をベースに、大型フォグランプを組み込んだ専用フロントバンパー、銀色塗装のルーフレール、ドアミラーカウル、ホイールアーチモール[注釈 8]、青色の専用トリム（シート表皮、ドアトリム）、トレー形状の専用フロアマット、アルミホイール、MD・CDプレーヤー、専用デカールなどにより、内外観の差別化とスキー用途に対応した装備を充実させた[9]。
  - 12月15日 - 低価格でありながら、上級グレードに搭載される装備を装着した新グレード「21世紀記念スペシャル EX」を発売。(タコメーターは非装備)。「E」は再び、FFのみの設定になる。
- 2001年（平成13年）
  - 4月17日 - 一部改良（4型）。

インストルメントパネルのデザインを一新し、2DINナビゲーションシステムを装備した際の視認性と操作性を向上した。また、国土交通省の平成12年排ガス規制に対応し、「E」は「優-低排出ガス車（☆☆）」認定、「21世紀記念スペシャル EX」と「G」は「良-低排出ガス車（☆）」認定をそれぞれ取得した。また、専用フロントバンパーとビレットグリルなどを装備した「DJ」を新設定。「Kei スポーツ」は「スポーツ」のみとなるが、新たに横滑り制御・トラクションコントロールシステム・ABSを組み合わせ、車両の安定性を向上させたVSTをオプション設定した。
  - 4月26日 -「Keiスポーツ」の2WD・5MT車をベースに、快適装備[注釈 9]を省き、軽量化に特化したモータースポーツ入門車「スポーツR」を発売。ベルアート（現・スズキエンジニアリング）が架装する競技用車ではあるが、ナンバーの取得も可能である。また同年より、KeiスポーツRによるグループNゼロのワンメイクレース、「スズキKeiスポーツカップ」が開催される。[10]
  - 11月14日 - 一部改良（5型）。低価格グレードの「E」にも運転席・助手席SRSエアバッグを標準装備。中低速での力強さに重点を置いた新開発K6A型Mターボエンジンを搭載した新グレード「N-1」と、デザイナーの山本寛斎とタイアップしたファッショナブルな特別仕様車「up to you KANSAI」を新設定。
- 2002年（平成14年）
  - 1月21日 - 前シーズンに引き続き、特別仕様車「FISフリースタイルワールドカップリミテッド（第2期モデル）」を発売。今回は2WD車も用意される[11]。
  - 5月22日 -「E」をベースに電動格納式リモコンドアミラー、スモークガラスを装備しながら、「E」よりも低価格に抑えた特別仕様車「E リミテッド」を発売[注釈 10]。
  - 11月12日 - 一部改良（6型）。

内装のデザインが変更されたほか、低価格車の「Eタイプ」を新たに設定した。また、標準仕様のほかに、パワーウインドウ、パワードアロック、スモークガラスなどを装備した「Aパッケージ」と、「Aパッケージ」の仕様に加えキーレスエントリー、電動格納式リモコンドアミラーなどを装備した「Bパッケージ」をラインナップする。
同時にアルトワークスの後継とも言えるスポーツモデル「Keiワークス」を新たに設定した[注釈 11]。15インチアルミホイールや4輪ディスクブレーキ、レカロシート、ヘリカルLSD（2WD・MT車のみ）などを装備。
FIS フリースタイル
ワールドカップリミテッド III

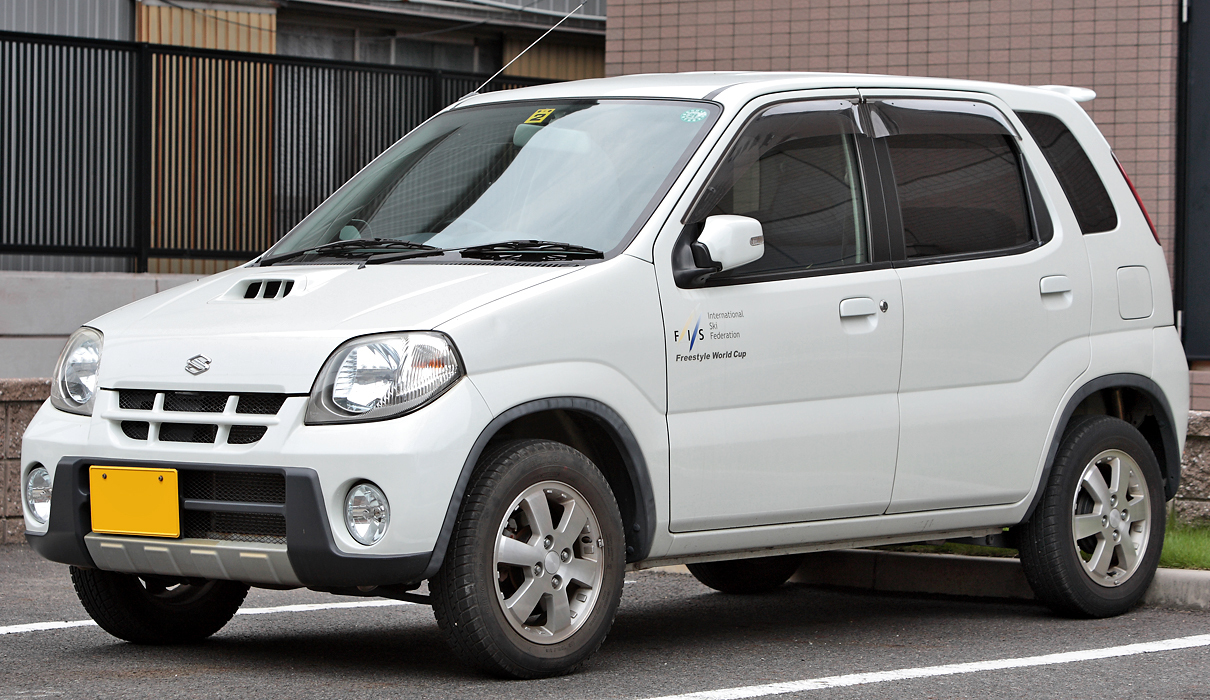
FIS フリースタイル
ワールドカップリミテッド III

  - 11月18日 - 特別仕様車「FISフリースタイルワールドカップリミテッド（第3期モデル）」を発売。「スマートキーレスエントリー」などが装備されるほか、4WDがスタンバイ式からスズキ製軽自動車唯一となる電子制御カップリング（Electro-Magnetic Control Device, EMCD）[12]による、二輪駆動モードと直結モードを備えるトルクスプリット式となる[13]。
- 2003年（平成15年）9月12日 - 一部改良（7型）。グレード体系を整理し、K6A型VVTエンジンを搭載する「A」と、K6A型Mターボエンジンを搭載する「Bターボ」の2種類に集約。
- 2004年（平成16年）
  - 4月 - 一部改良（8型）。「A」が「平成17年排出ガス基準50%低減レベル（☆☆☆）」に対応。
  - 6月18日 - KeiスポーツRのフロントハブがサーキット走行には強度が不足していることが判明し、リコールを発表。当該箇所の新品部品への交換と、サーキット走行用装置の取り外しでの改善となる[14]。これらの措置によってKeiスポーツRは公道専用車となり[注釈 12]、「スズキKeiスポーツカップ」もシーズン途中で中止となる。
- 2005年（平成17年）5月9日 - 特別仕様車「Aスペシャル」および「Bターボスペシャル」を発売。電動格納式リモコンドアミラー、MD・CDオーディオ・アルミホイールなどを装備した同時に「Bターボ」の4WD車も仕様変更しデアイサーを追加。
- 2006年（平成18年）
  - 4月 - マツダへのOEM供給を終了し、ラピュタが販売終了。
  - 4月11日 - 一部改良（9型）。

全車ヘッドランプの光軸角度を調節する、マニュアルレベリング機構と助手席シートバックポケットを装備。「A」・「Bターボ」はフロントバンパー・グリルのデザインを変更し、電動格納式リモコンドアミラーを標準装備。CDステレオのデザインを変更。「ワークス」には新色「チャンピオンイエロー4」を追加。
- 2007年（平成19年）6月 - 一部改良（10型）。「A」・「Bターボ」の車体色「シュプリームレッドパール2」及び「ワークス」の車体色「チャンピオンイエロー4」が廃止。また、Bターボは高圧ターボの64馬力版となり、FF（2WD）の4速AT車はロックアップ機構付きとなった。
- 2008年（平成20年）9月 - 一部改良（11型）。
- 2009年（平成21年）
  - 8月 - KeiワークスのAT車のオーダーストップ、および生産終了。
  - 9月[15] - 残りの全グレードのオーダーストップ、および生産終了。
  - 10月 - 販売終了。スズキのWEBサイト内からも削除。

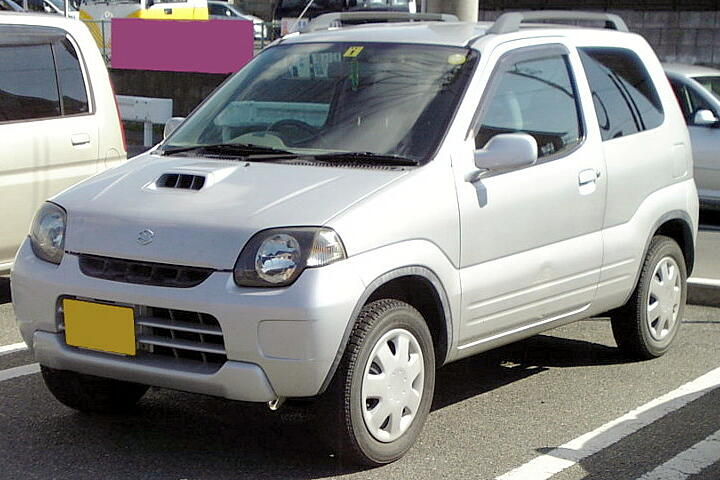
前期型・3ドア
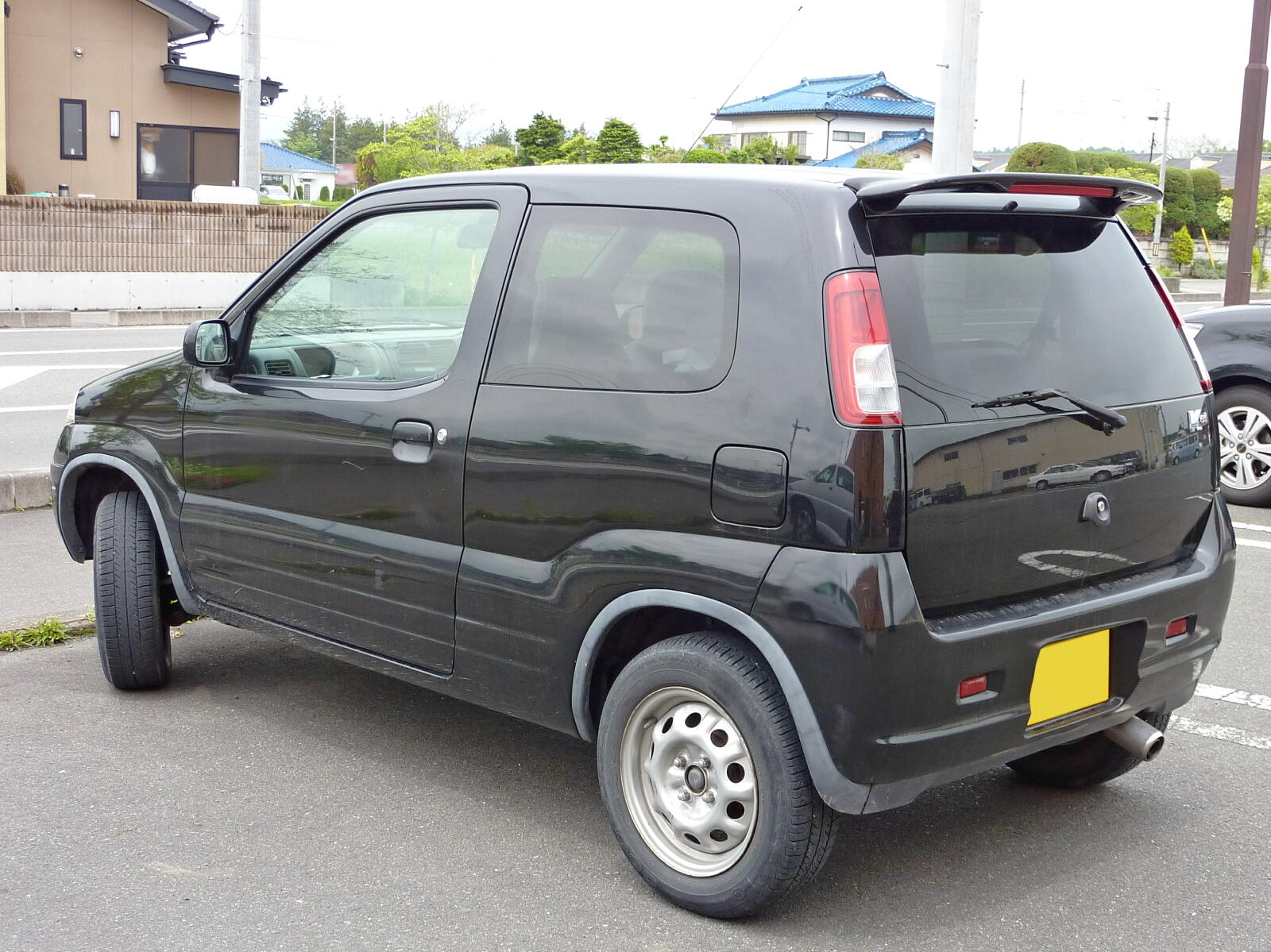
前期型・3ドア（リア）
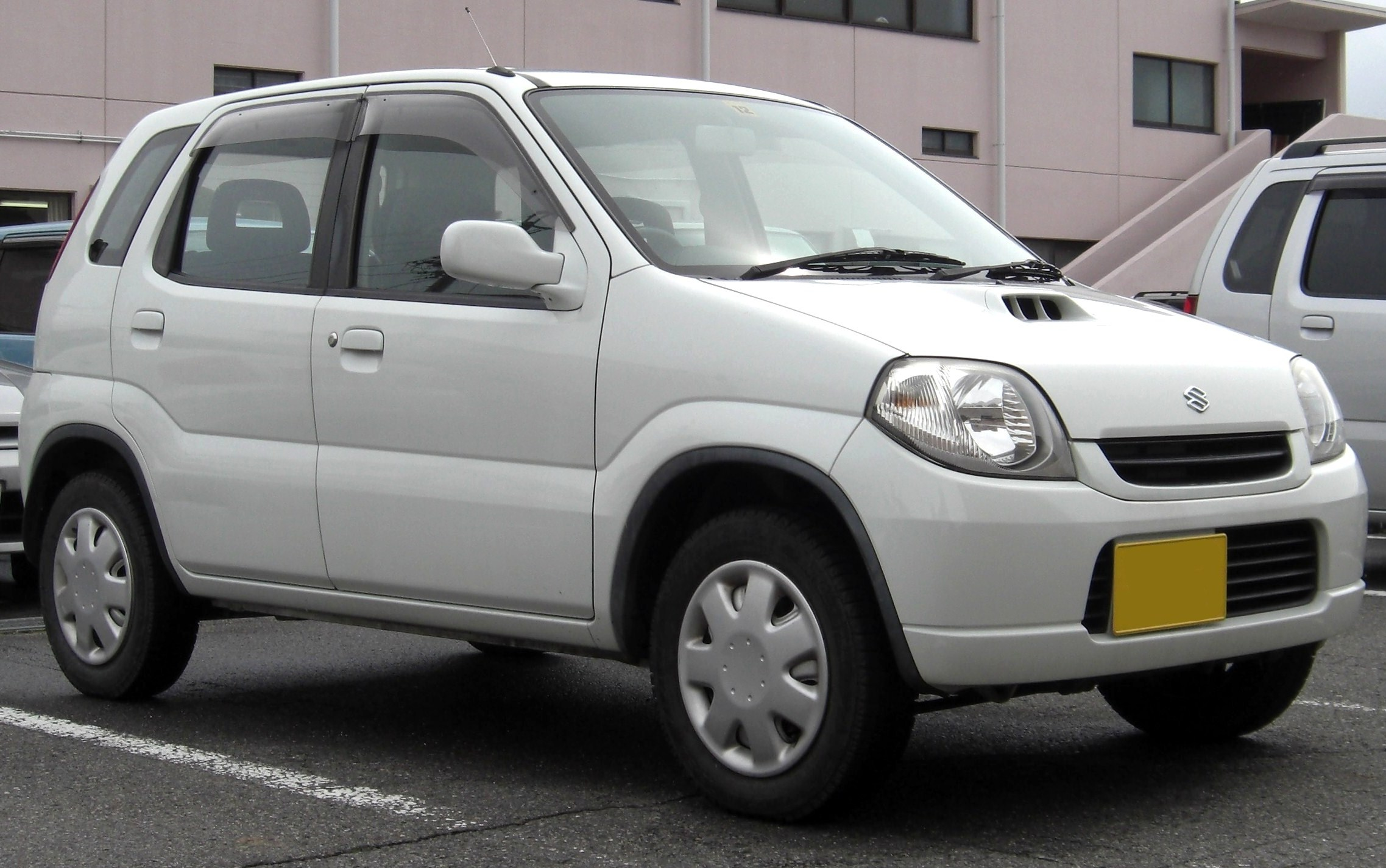
中期型・5ドア（2000年10月 - 2006年4月）
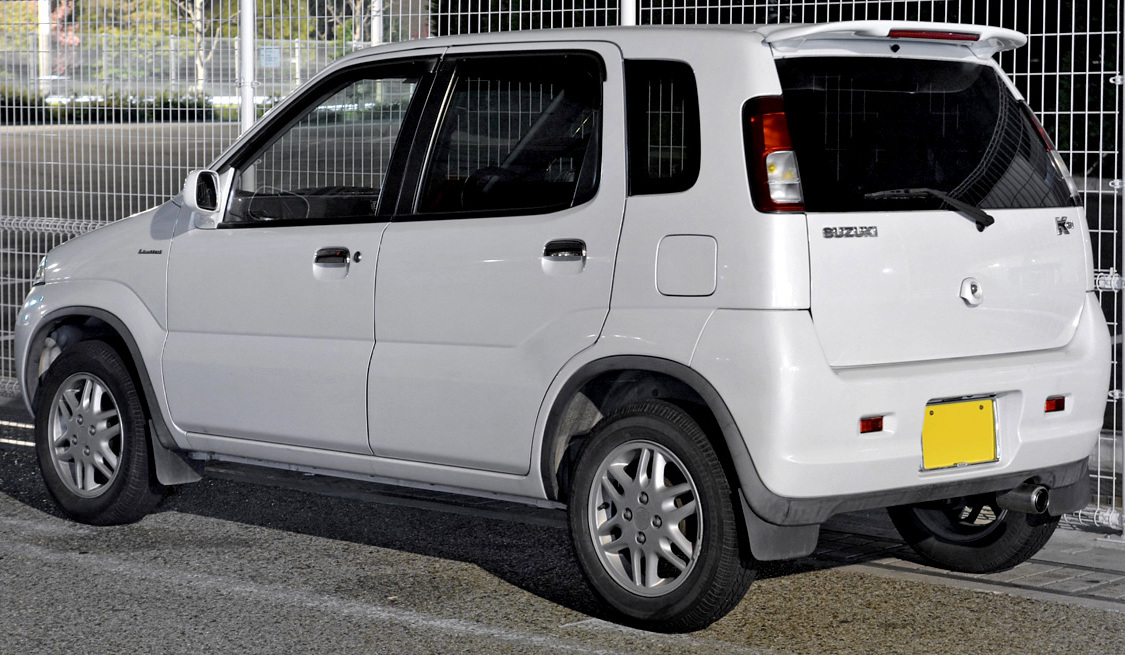
中期型（リア）
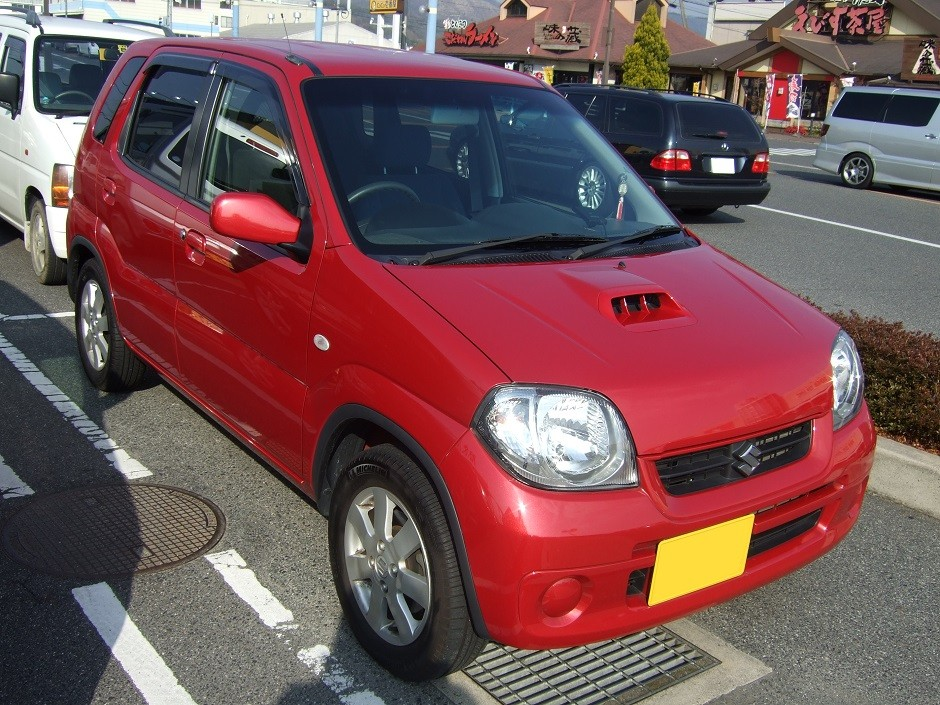
後期型・5ドア（2006年4月 - 2009年10月）
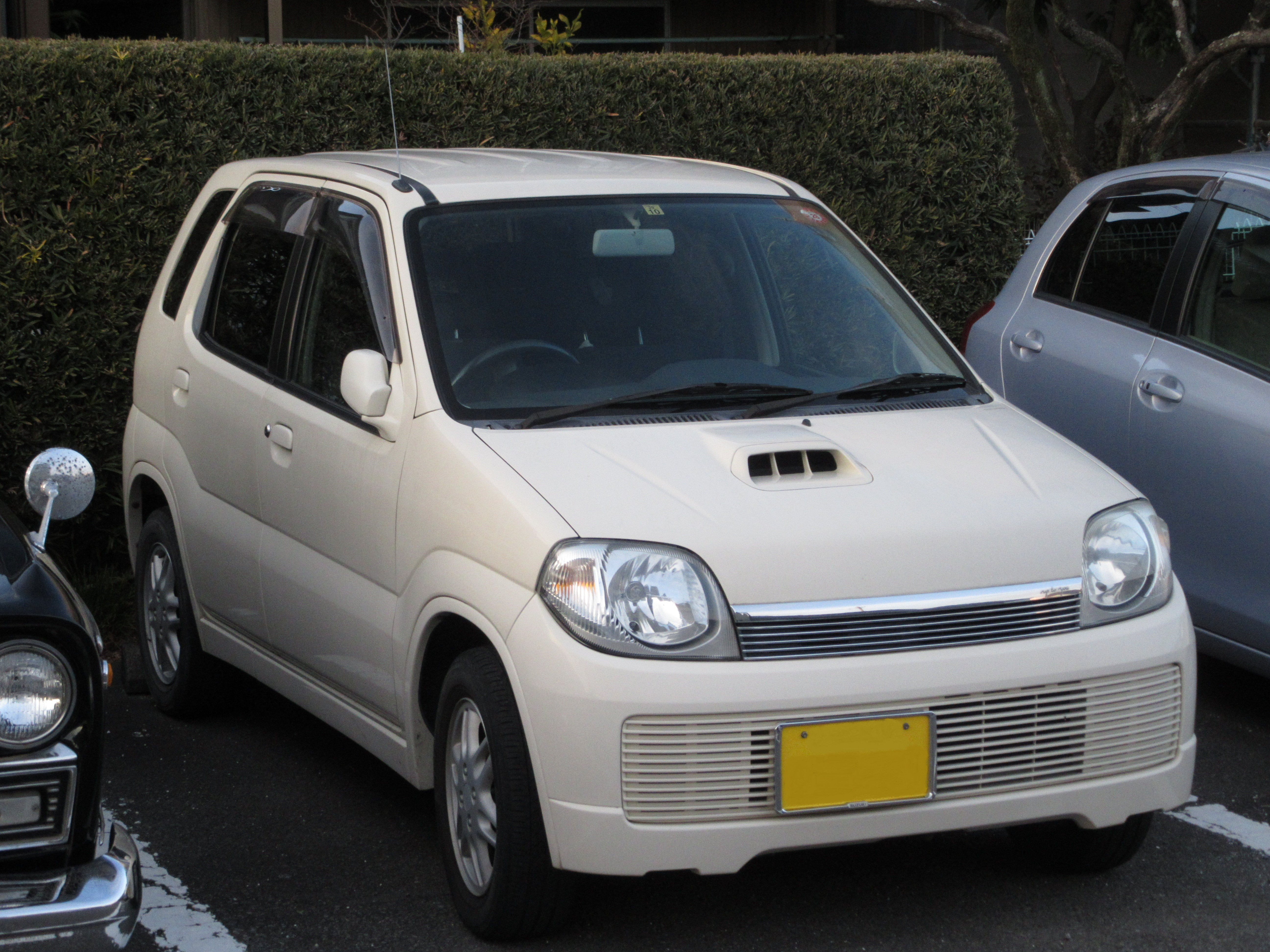
up to you KANSAI

## ホットモデル
軽自動車には自動車メーカーが自主的に設けた馬力規制があり、スポーティグレードの「Sタイプ」がすでにその上限となる64 psを発揮しているため、特別なスポーツモデルであっても出力はそれを超えることはない。

### Keiスペシャル（1型）
| Keiスペシャル 4WD |  | Keiスペシャル 4WD |
| Keiスペシャル 4WD |  |                   |

初期型に存在した3ドア・Sタイプをベースに、スポーティな専用部品を装着した特装車として1999年5月に発売された。トランスミッションは5MTまたは4AT、駆動方式はFFまたは4WDを選択することができた。
架装はスズキのグループ会社であるベルアート（現・スズキエンジニアリング）が行った。後述のKeiスポーツ、Keiワークスとは異なり、内外装の変更と装備の充実のみで、インタークーラー付き高圧ターボのK6Aエンジン、ギア比、足回りはSタイプと同等である。スペシャル用の内外装パーツは通常グレードへの装着も可能。

### Keiスポーツ（3-5型）
| Keiスポーツ（5型） |  | Keiスポーツ F（3型） |
| Keiスポーツ（5型） |  | Keiスポーツ F（3型） |

2000年12月にアルトワークスが生産中止となり、それに代わるモデルとして「Keiスポーツ」（3型）が誕生した。Sタイプをベースに装備を変更したものである。
アルトワークスと同様に、5MT/4ATおよびFF/4WDを選択することができた。エンジンは初期型（3型）こそアルトワークスと同じくSOHCのF6A型、DOHCのK6A型を選択することが出来たが、2001年4月のマイナーチェンジ後（4型 -）はK6A型のみの搭載となった。
専用サスペンション、専用エアロ、バケットシート（5型のみ）、ホイールの大径化などの装備が施された。
かつて行われていたワンメイクレース、「Keiスポーツカップ」出場を想定し、快適装備を排除し軽量化した「KeiスポーツR」というグレードも存在した。

### Keiワークス（6型-）

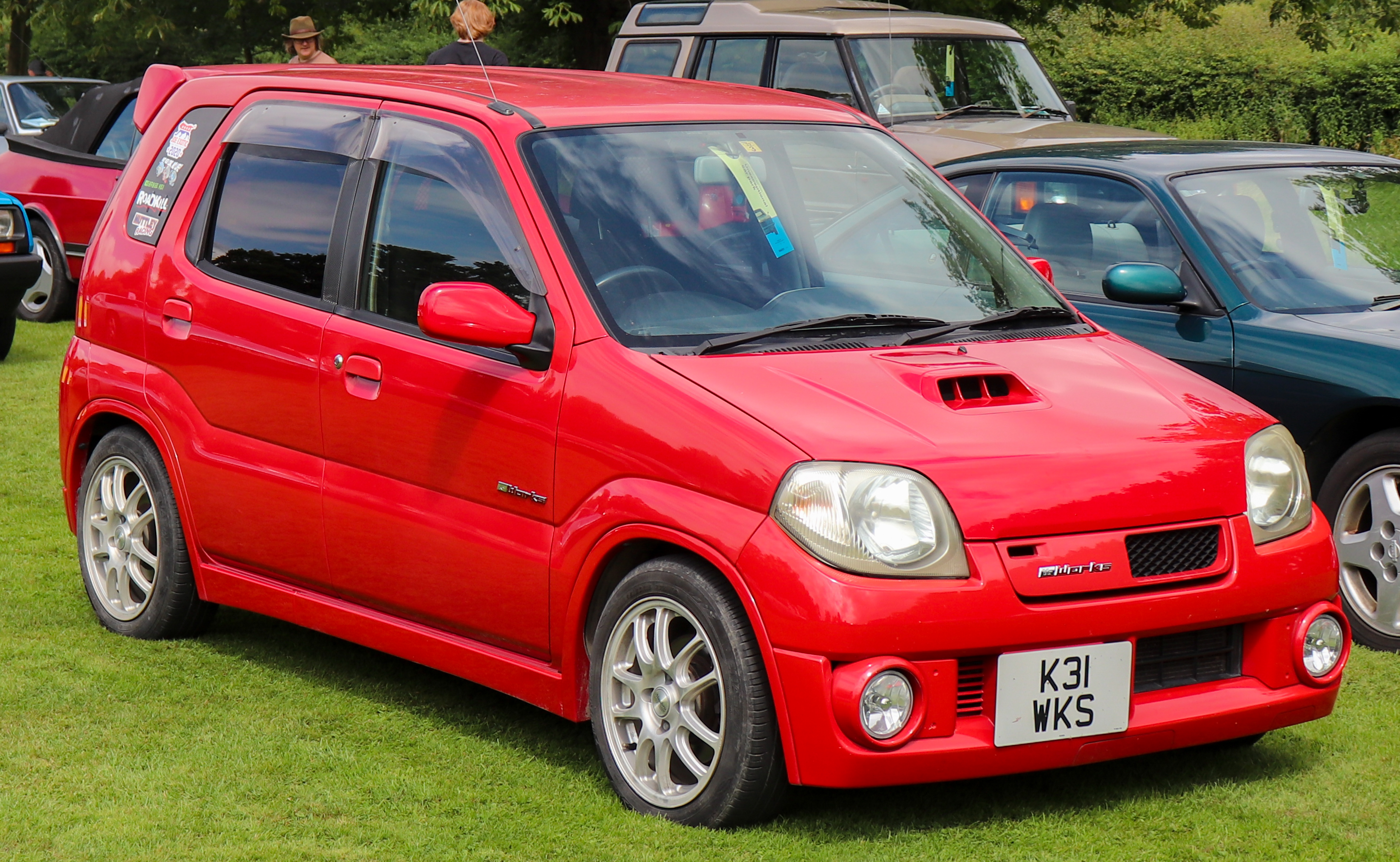
ワークス

ベーシックグレードからの完全な脱却、および、かねてから「ワークス」の名前の復活が切望されていたことを受け、2002年11月のマイナーチェンジの際に、6型として「Keiスポーツ」から「Keiワークス」へ名称を変更して登場。
グレード展開・搭載エンジンに変更はないが、各種装備や構造変更内容については、4輪ディスクブレーキ、15インチアルミホイール、60偏平率タイヤ、レカロシートを採用、5MT・FFモデル車ではLSDの標準装備など、「ワークス」の名称（サブネーム）を大きく意識して外観も精悍なものとし、大幅に変更を加えられた内容となった。
ボディ色もJWRC参戦中のイグニスと同一の「チャンピオンイエロー」が途中から設定され、スイフトスポーツと同様に選ぶことができる。スズキのフラッグシップスポーツモデルのイメージをより強く押し出したほか、パールホワイト以外のボディ色を一新して「スポーツ」のイメージから大きな変革を図っている。
この時期はスポーツモデルの人気が薄かったこともあり、販売台数が思うように伸びてはいなかったものの、細かくマイナーチェンジは行われており、熟成が進んだモデルとなっていた。

## エンジンの性能比較
| 仕様   | エンジン | 排気量 (cc) | 冷却方法 | 気筒配列  | 動弁機構      | 吸気方式    | 最高出力 (kW (PS)/rpm) | 最大トルク (Nm (kgm)/rpm) | 備考    |
| ------ | -------- | ----------- | -------- | --------- | ------------- | ----------- | ---------------------- | ------------------------- | ------- |
| 1-4型  | F6A型    | 657         | 水冷     | 直列3気筒 | SOHC 6バルブ  | IC付ターボ  | 44 (60) / 6,000        | 83 (8.5) / 4,000          |         |
| 1型    | K6A型    | 658         | 水冷     | 直列3気筒 | DOHC 12バルブ | 自然吸気    | 40 (55) / 6,500        | 61 (6.2) / 4,000          |         |
| 3-11型 | K6A型    | 658         | 水冷     | 直列3気筒 | DOHC 12バルブ | 自然吸気    | 40 (54) / 6,500        | 63 (6.4) / 3,500          | VVT採用 |
| 5-9型  | K6A型    | 658         | 水冷     | 直列3気筒 | DOHC 12バルブ | IC付Mターボ | 44 (60) / 6,000        | 83 (8.5) / 3,000          |         |
| 1-11型 | K6A型    | 658         | 水冷     | 直列3気筒 | DOHC 12バルブ | IC付ターボ  | 47 (64) / 6,500        | 106 (10.8) / 3,500        |         |

## 車名の由来
- 軽自動車のケイ (Kei) から。「軽の中の軽」を目指す意味がこめられている。